# European Student Moon Orbiter
European Student Moon Orbiter (ESMO) è stato un progetto di una sonda spaziale che avrebbe dovuto costituire la prima missione studentesca europea verso la Luna. Al progetto hanno lavorato 19 team di studenti provenienti da diverse università europee.
Il progetto ESMO era stato pensato come un'opportunità per gli studenti universitari di lavorare concretamente allo sviluppo di un vero e proprio progetto spaziale, con lo scopo di preparare del personale qualificato che avesse la possibilità in futuro di partecipare tramite aziende del settore, o l'agenzia stessa, alle future missioni promosse dall'ESA, in particolare quelle pianificate per i prossimi decenni all'interno dei programmi scientifici e di esplorazione.

## Storia
ESMO nacque in seno al SSETI (Student Space Exploration & Technology Initiative), ma nel 2008 la responsabilità della gestione del programma passò direttamente all'Agenzia Spaziale Europea (ESA). Dopo che Surrey Satellite Technology Ltd era stata selezionata come Prime Contractor per la missione, ESMO entrò nella Fase B2 e superò a marzo 2010 la Revisione dei Requisiti di Missione (System Requirements Review - SRR). A giugno 2010 venne completata la Revisione del Progetto di Sistema (System Design Review - SDR).
Il lancio di ESMO era previsto tra la fine del 2013 e l'inizio del 2014 e nel marzo 2012 aveva superato la Preliminary Design Review; ciononostante, a seguito di ulteriori valutazioni da parte dell'ESA il progetto venne interrotto nell'aprile 2012 a causa dei costi insostenibili che eccedevano i limiti del budget.

## Obiettivi della missione[3]
- Formazione e collaborazione di studenti provenienti dalle facoltà scientifiche delle università degli stati membri e cooperanti dell'ESA
- Lanciare il primo satellite lunare progettato, costruito e gestito da studenti dei Paesi Membri dell'ESA o dei Paesi Cooperanti con l'ESA
- Porre il satellite in orbita lunare e gestire le sue operazioni
- Acquisire immagini della Luna da un'orbita lunare stabile e trasmetterle a Terra per scopi educativi
- Eseguire nuove misurazioni rilevanti per dimostrazioni tecnologiche degli strumenti a bordo, scienze lunari ed esplorazione spaziale. A parte la fotocamera, gli esperimenti scientifici in stato di sviluppo includono: un piccolo radar, un rilevatore di radiazioni, un radiometro a microonde passivo (in grado di misurare la temperatura della regolite fino a qualche metro al di sotto della superficie lunare) e un esperimento per testare un protocollo di comunicazione lunare di tipo internet.

## Gruppi ESMO
Al progetto ESMO hanno lavorato 21 team universitari provenienti da tutta Europa. I nomi dei team identificavano la loro area di responsabilità.
| Università                                | Paese       | Responsabilità                                       |
| ----------------------------------------- | ----------- | ---------------------------------------------------- |
| Università di Liegi                       | Belgio      | Fotocamera                                           |
| Università di Tartu                       | Estonia     | Assemblaggio, verifica, integrazione e operazioni    |
| Supaero                                   | Francia     | Star Tracker                                         |
| Università di Stoccarda                   | Germania    | Sistema di Propulsione a Gas (Razzetti a Gas Freddo) |
| Università Tecnica di Monaco              | Germania    | Esperimento protocollo LunaNet e ground station      |
| Università dell'Aquila e Roma La Sapienza | Italia      | Radiometro a Microonde                               |
| Politecnico di Milano                     | Italia      | Sistema di Controllo d'Assetto                       |
| Politecnico di Milano                     | Italia      | Sistema di Propulsione a Liquido (motori principali) |
| Università Tecnica di Varsavia            | Polonia     | Sistema di controllo termico                         |
| Università Tecnica di Breslavia           | Polonia     | Sistema di Comunicazione                             |
| Università di Scienza e Tecnologia AGH    | Polonia     | Analisi degli effetti dell'ambiente spaziale         |
| Università Politecnica di Bucarest        | Romania     | Software di controllo d'assetto                      |
| Università Politecnica di Bucarest        | Romania     | Struttura                                            |
| Università di Bucarest                    | Romania     | Sensore di Radiazione                                |
| Università di Lubiana                     | Slovenia    | Simulatore                                           |
| Università di Lubiana                     | Slovenia    | Radar                                                |
| Università di Maribor                     | Slovenia    | Computer di bordo                                    |
| Università di Oviedo                      | Spagna      | Cablaggi                                             |
| Università di Glasgow                     | Regno Unito | Analisi di Missione e Dinamica del Volo Spaziale     |
| Università di Southampton                 | Regno Unito | Ingegneria dei Sistemi                               |
| Università di Warwick                     | Regno Unito | Sistema di Potenza Elettrica                         |